# جلين شو
جلين شو (بالإنجليزية: Glyn Shaw)‏ هو لاعب دوري الرغبي بريطاني، ولد في 11 أبريل 1951 في ريغوز ‏ في المملكة المتحدة.